# AGA:s optiktorn

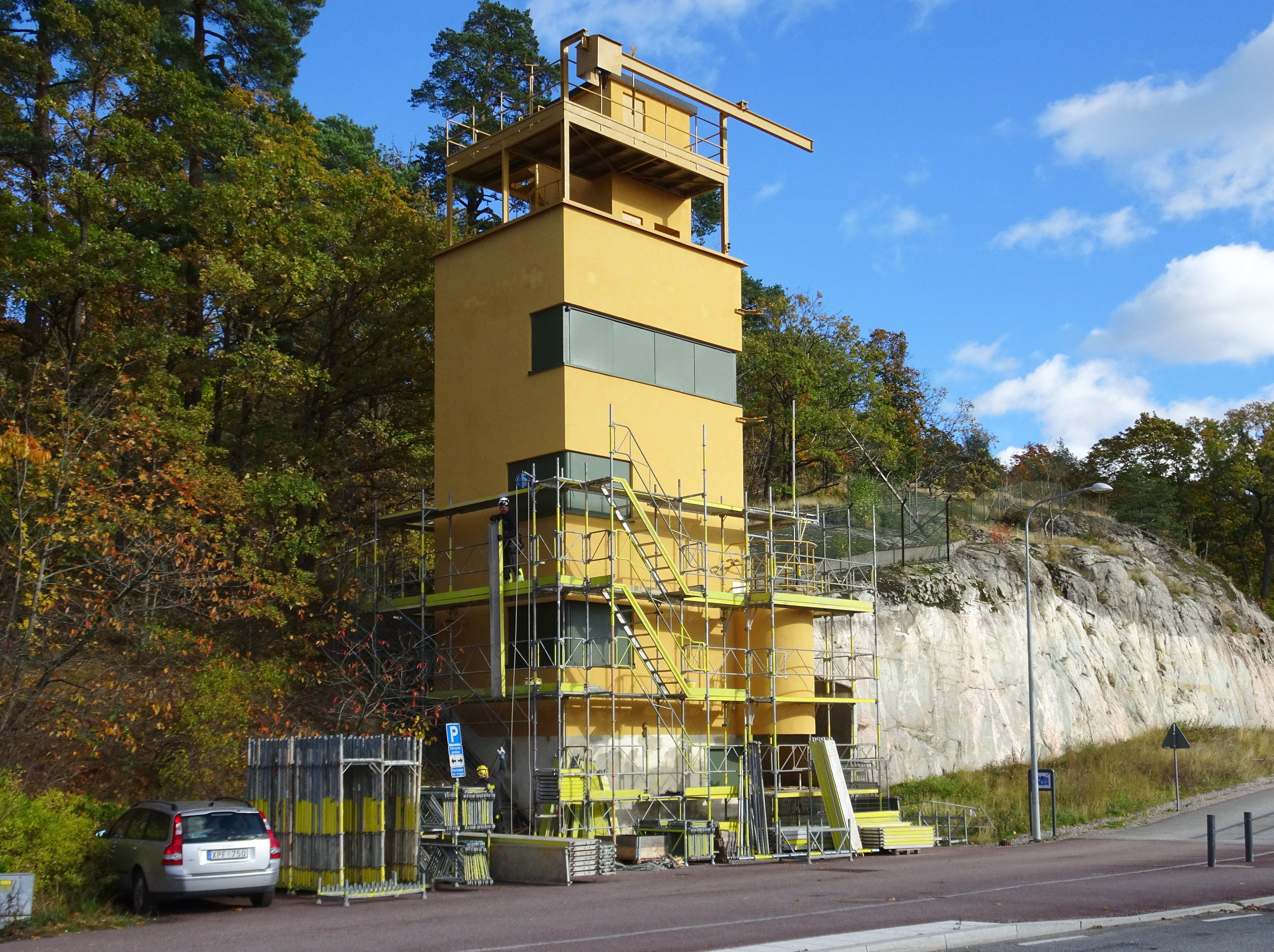
AGA:s optiktorn, fasadrenovering, 2022.

AGA:s optiktorn med bakomliggande AGA-berget är en tidigare industrianläggning vid Södra Kungsvägen i kommundelen Skärsätra i Lidingö kommun. Anläggningen byggdes 1943 av företaget AGA för att testa och producera bland annat periskop för svenska ubåtar. Produktionen i bergfabriken var igång i olika former fram till 1987. Det gulmålade tornet renoverades 2022 och utgör ett känt inslag i traktens stadsbild.

## Historik

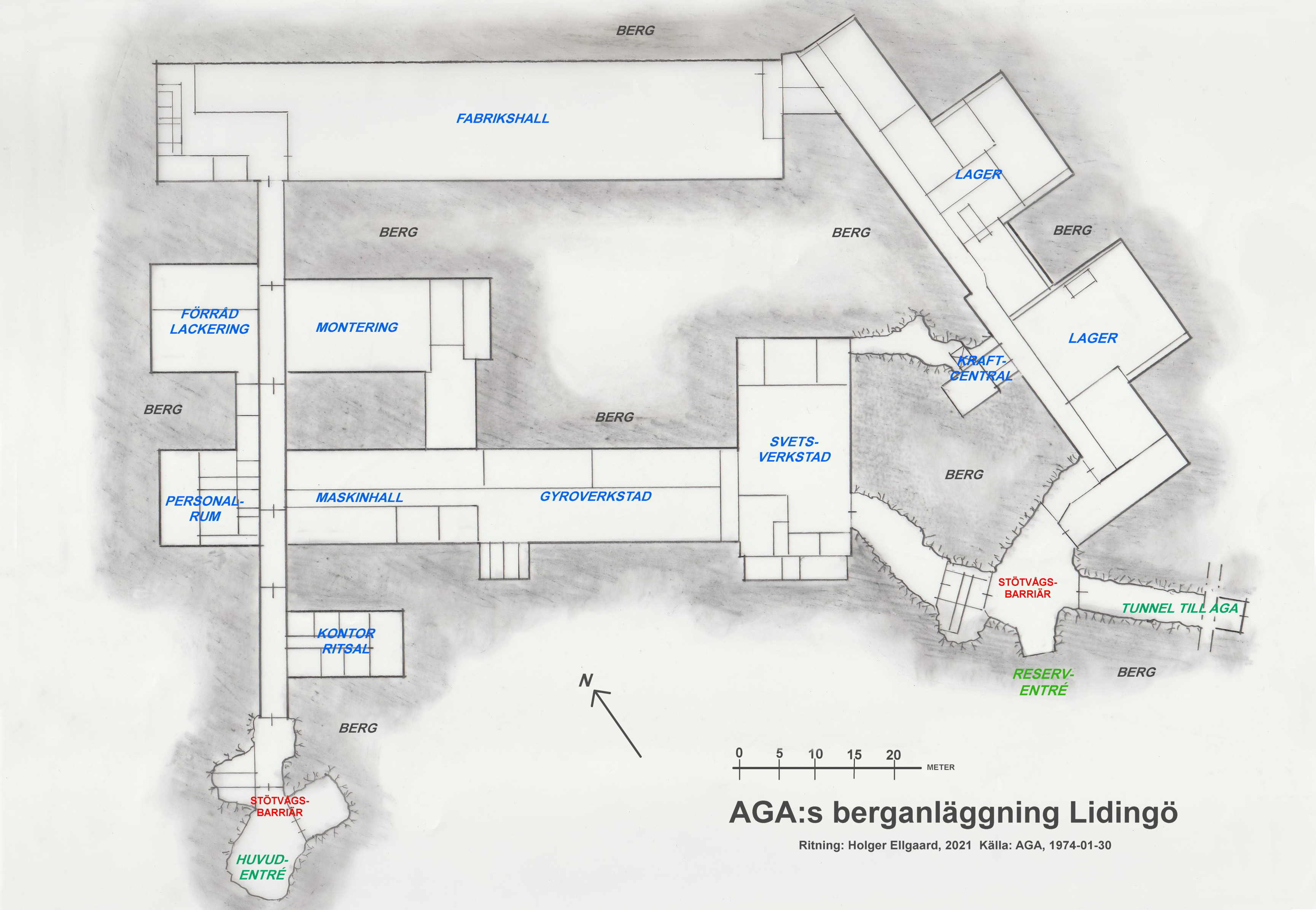
AGA:s berganläggning, planritning

Bland de många bergrum, som anlades av svenska företag under andra världskriget för att skydda känslig försvarsindustri, är AGA:s väldiga bergrum det sista bevarade. Den underjordiska anläggningen byggdes med statligt stöd och omfattade till en början en area om 4 000 kvadratmeter. Den enda för allmänheten synliga delen är AGA:s optiktorn vid Södra Kungsvägen som ritades 1943 av arkitekt Ivar Callmander.
Optiktornet fick fem våningar och flera balkonger, allt utfört i funktionalistisk arkitektur. Från tornets balkonger kunde man testa sikten på olika mätpunkter i omgivningen. En sikttavla fanns exempelvis på Ekbacken i Larsberg, cirka 400 meter bort. Tunga laster kunde med hjälp av en traverskran lyftas upp utanför tornets fasad.
I bergrummet bakom tornet tillverkades efter 1943 bland annat vingbalkarna till det svenska jaktplanet FFVS J 22 och periskop för svenska ubåtar samt olika precisionsinstrument. Inne i berget skyddades produktionen och arbetarna av tjocka stötvågsportar. Här fanns dieselmotordrivna reservaggregat för oberoende elförsörjning och en borrad brunn för dricksvatten. I krisläge fungerade anläggningen som ett befolkningsskyddsrum för upp till 3 000 personer. 
Själva anläggningen bestod av olika skepp, placerade i flera bergrum och inbördes förbundna med gångar. Bakom optiktornet ligger huvudingången där man från en central korridor kunde nå bland annat en rit- och kontorsavdelning, olika personalrum, den stora maskinhallen med verkstäder samt lager och kraftcentral. På berget rakt ovanför kraftcentralen finns ett ventilationstorn och en nödutgång. Cirka 120 meter öster om huvudingången anordnades en reservutgång som också mynnar till Södra Kungsvägen. Härifrån sträckte sig även en underjordisk gång söderut till AGA:s fabriksområde. 
En av avdelningarna i berget kallades ”finbageriet” eftersom de anställda bar vita rockar och huvudbonader. De som arbetade i finbageriet producerade känsliga optiska instrument i extremt ren miljö, exempelvis gyron (så kallade ”grisar”), horisont-indikatorer, kommunikationsradio samt instrument till stridsvagn S.

Historiska bilder
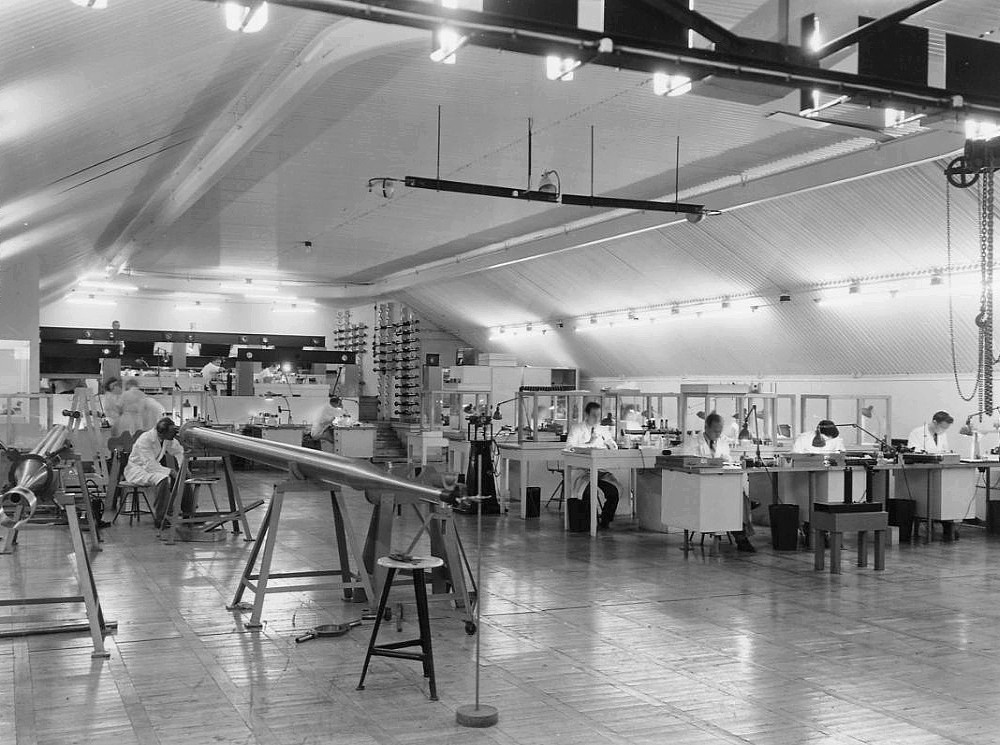
Montagehallen.
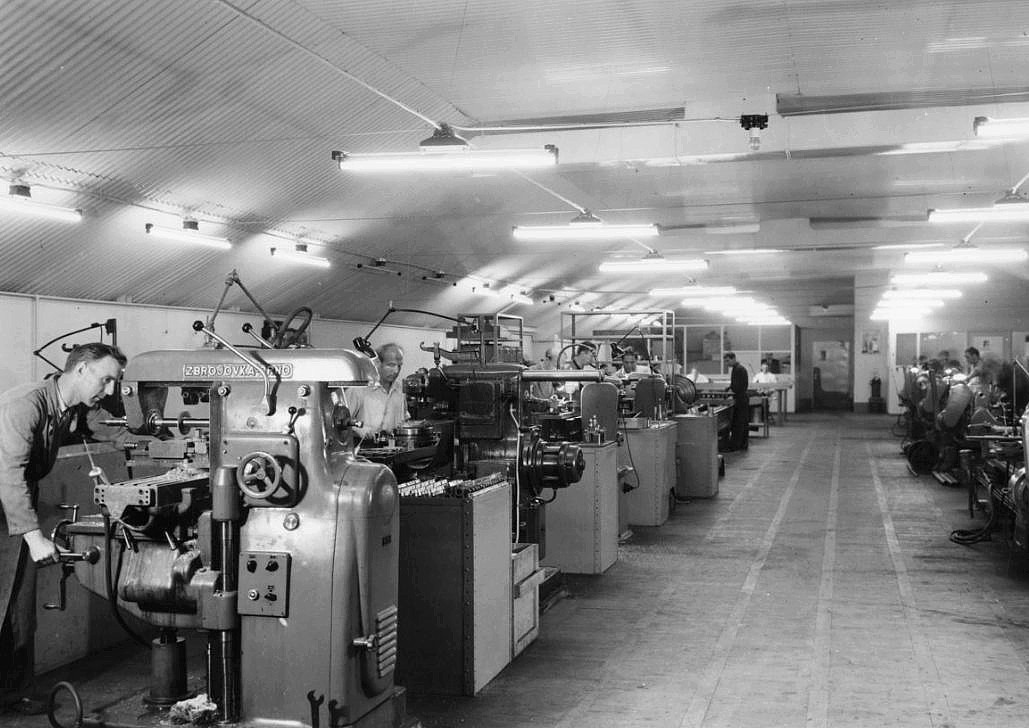
Maskinhallen.
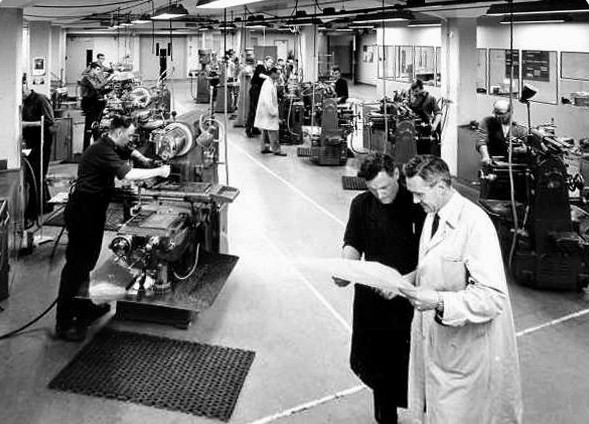
Mekaniska verkstaden.
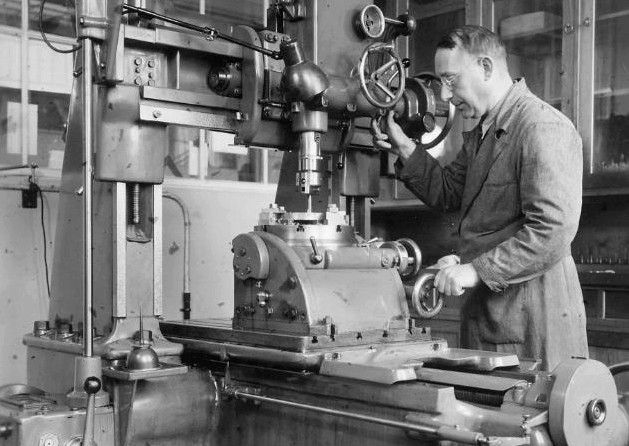
Borravdelning.

### Utökning och avveckling
Under slutet av 1960-talet utökades bergrumsanläggningen från ursprungligen 4 000 kvadratmeter till 6 000 kvadratmeter. På 1980-talet hade även Bofors verksamhet här. 1987 stängdes anläggningen och bergrummet tömdes på sin utrustning. Interiören är dock till stora delar intakt och utgör idag en tidskapsel från 1950-, 1960- och 1970-talen. Samtidigt är anläggningen ett i Sverige unikt exempel för en underjordisk försvarsproduktion från andra världskriget och kalla kriget. Framtiden för AGA:s gamla bergrum, som sedan 2011 ägs av Skandia Fastigheter, är oklar men fastighetsägaren håller grundvärme, grundventilation och avfuktare igång. Ett förslag att bygga om anläggningen till parkeringsgarage skrinlades.

Nutida bilder (före fasadrenoveringen)
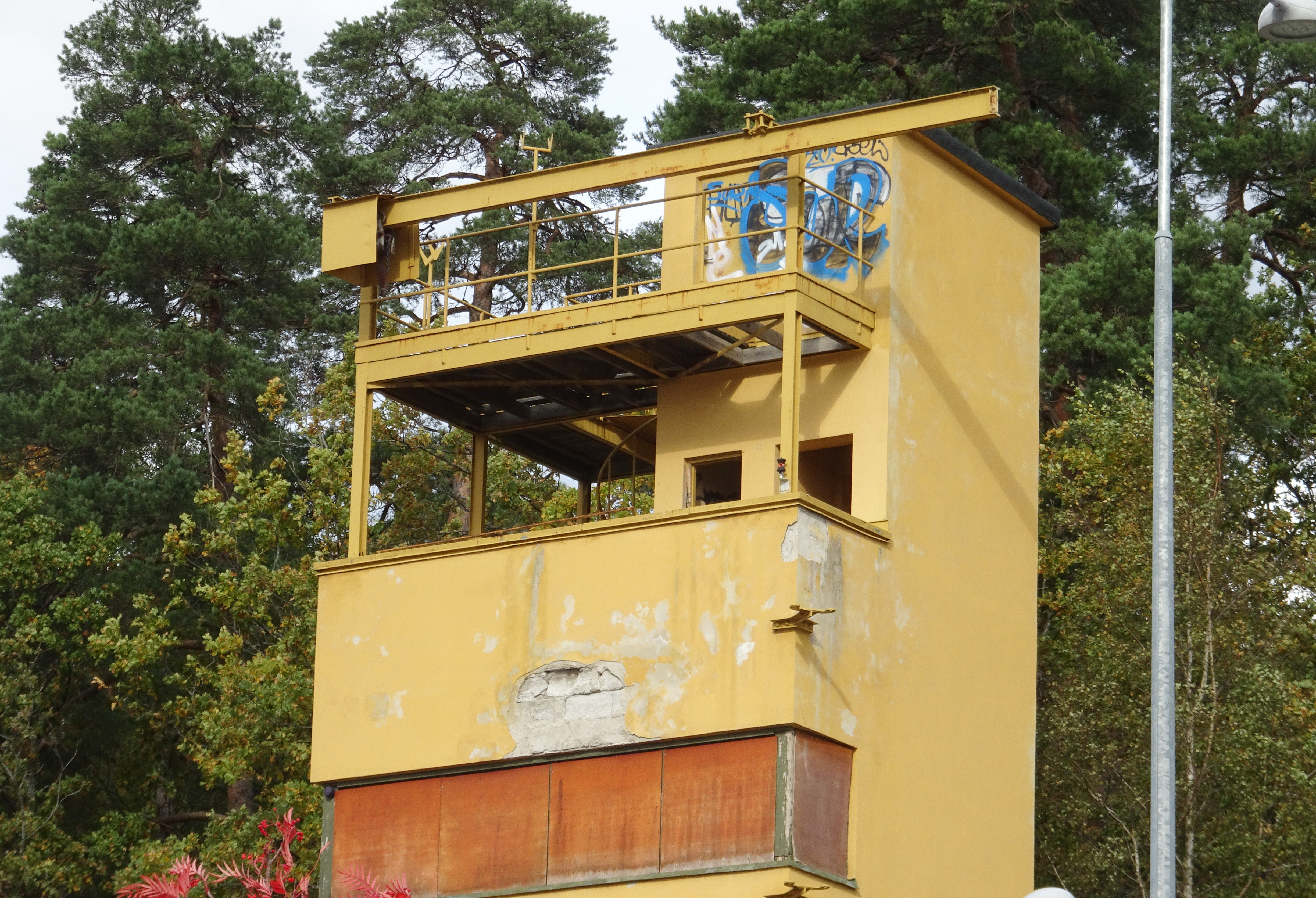
Tornets travers och översta balkongen.
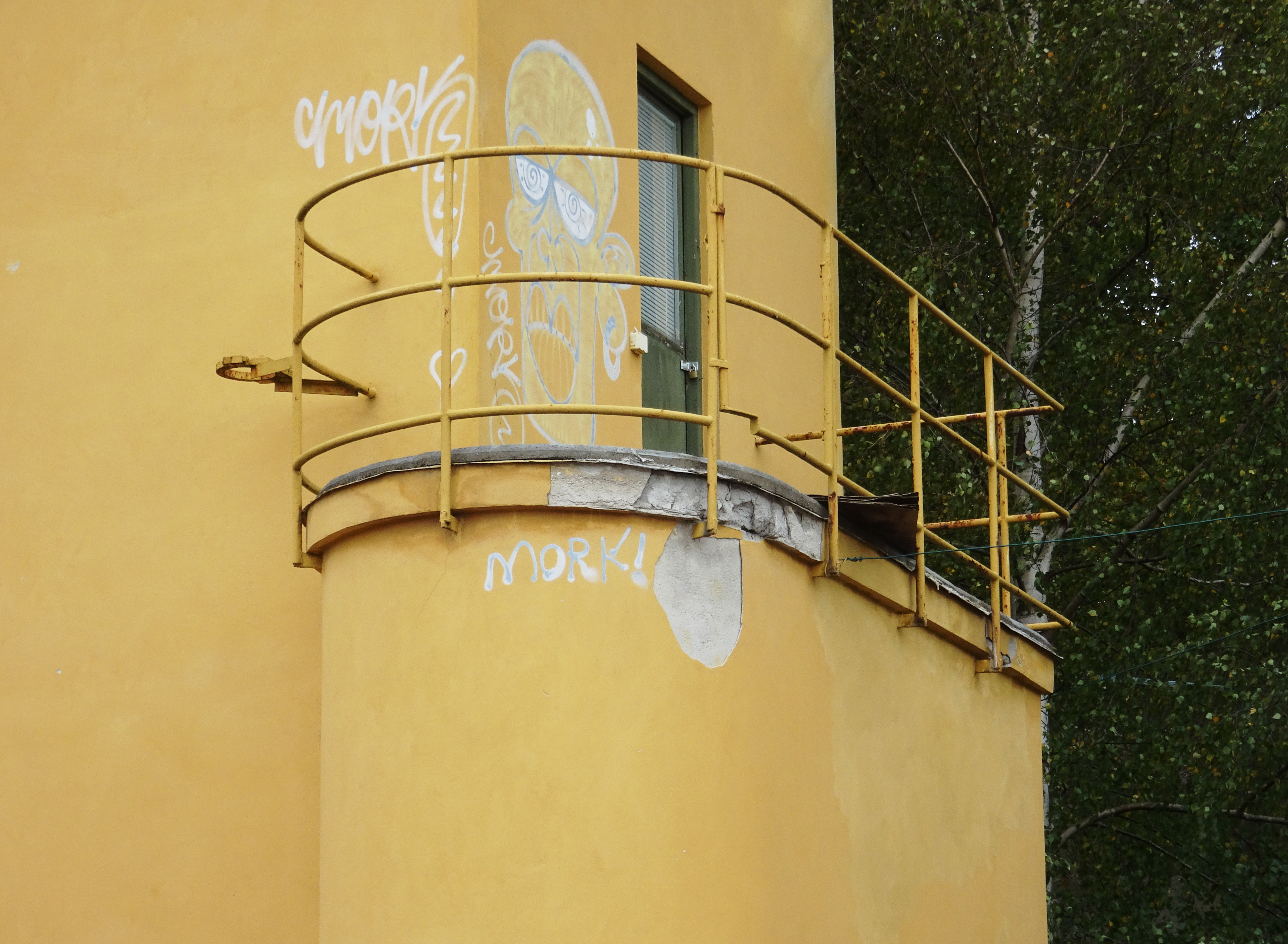
Den rundade balkongen.
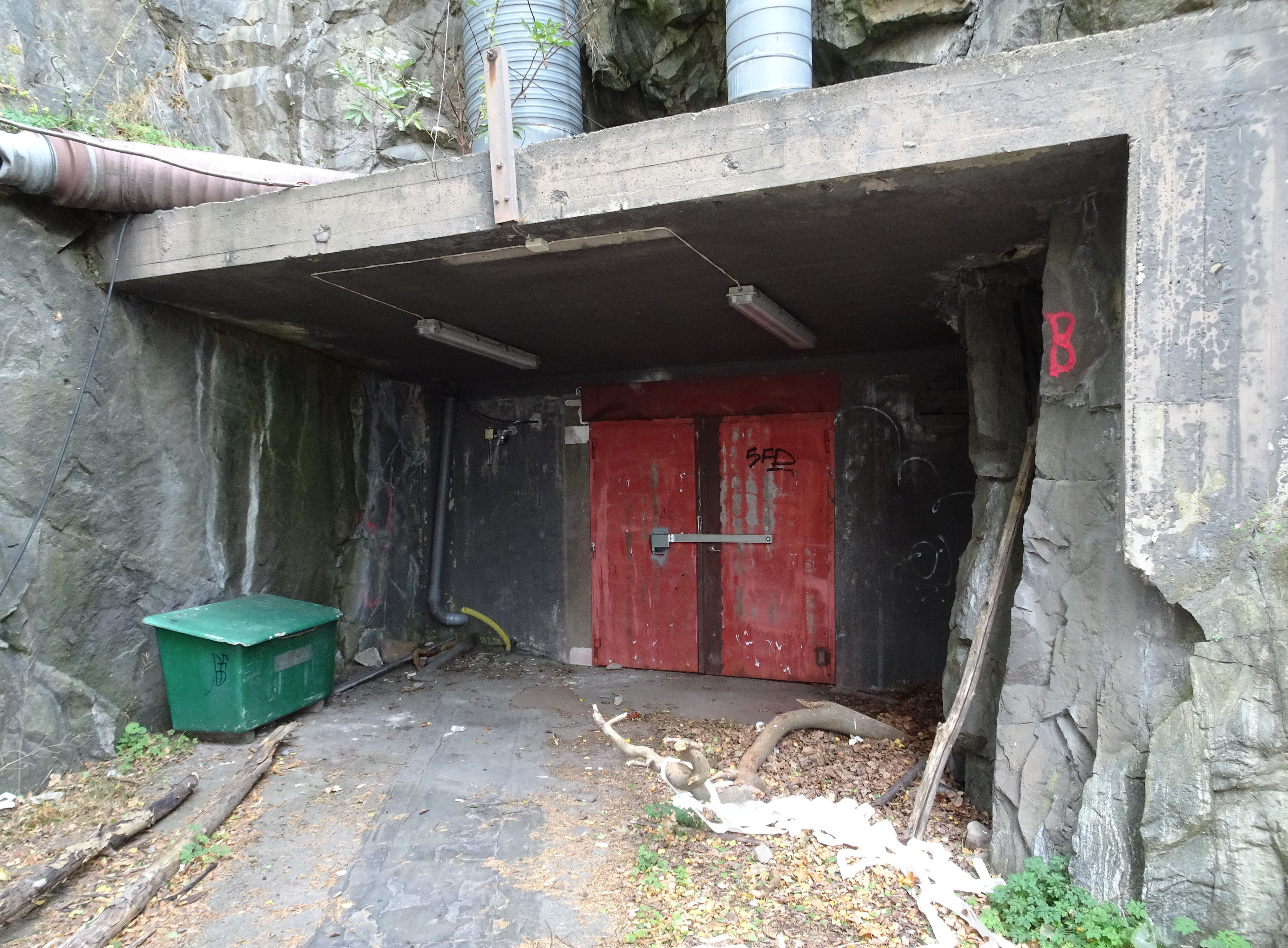
Ingången till bergrummet bakom tornet.
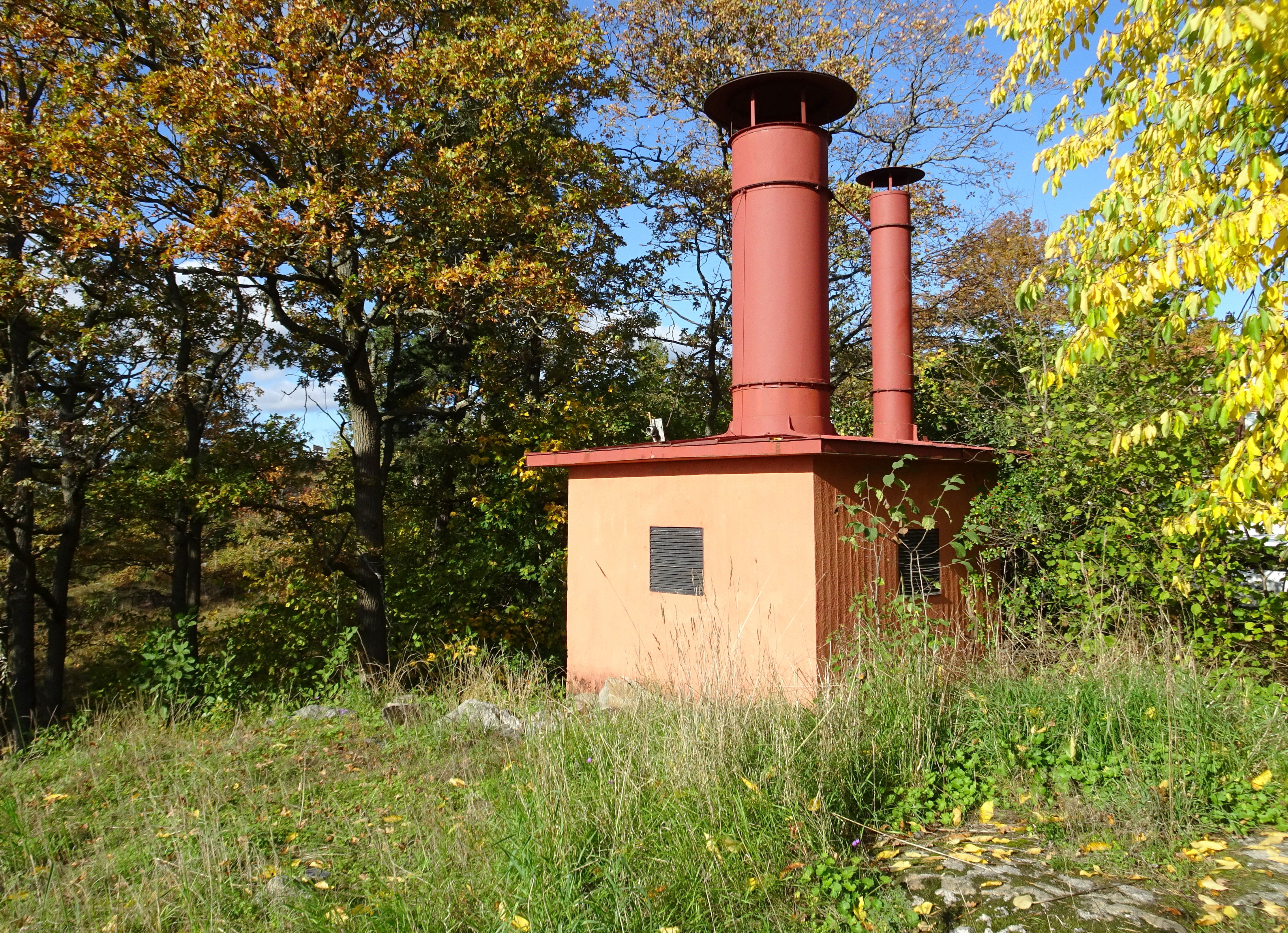
Ventilationsintaget på berget.